# Ascanio Maria Sforza
Ascanio Maria Sforza (Cremona, 3 maart 1455 – Rome, 28 mei 1505) was een Italiaanse kardinaal en een lid van de opkomende adellijke familie Sforza.

## Biografie

### Ambities
Ascanio was de zesde zoon van Francesco Sforza, de eerste hertog van Milaan, en Bianca Maria Visconti. Op tienjarige leeftijd werd hem al de abdij van Chiaravalle in commendam toegewezen. Om de steun van zijn broer Galeazzo Maria Sforza te verwerven voor een eventuele verkiezing tot paus, beloofde de kardinaal Guillaume d’Estouteville in 1471 dat hij Ascanio tot kardinaal zou benoemen. Maar omdat niet D’Estouteville, maar Francesco della Rovere tot paus werd verkozen, onder de naam Sixtus IV, gebeurde dat niet. Toch schoof Sixtus IV Ascanio in 1477 naar voren voor het kardinaalschap, maar nu vond de jonge Sforza het College van Kardinalen tegenover zich.
In september 1479 volgde Ascanio's benoeming tot bisschop van Pavia, een bisdom dat hij tot aan zijn dood behield. Onder druk van de Milanese factie werd Ascanio in 1484 opnieuw voorgedragen voor het kardinaalschap, nu met succes: Sixtus IV benoemde hem tot kardinaal-diaken van de kerk van Santi Vito e Modesto. Omdat de officiële wijding nog niet had plaatsgevonden en Ascanio pas na de dood van Sixtus IV in Rome aankwam, weigerden de kardinalen aanvankelijk hem toe te laten voor het conclaaf van 1484. Door tussenkomst van kardinaal Rodrigo de Borja y Borja, de latere paus Alexander VI, werd Ascanio toch geaccepteerd en droeg hij bij tot de verkiezing van paus Innocentius VIII.

### Verdiensten
Zijn belangrijkste taak was de verzoening van Ferdinand I van Napels met de familie Sforza. Een conflict met kardinaal Jean Balue, de Franse ambassadeur in Rome, die René d’Anjou wilde erkennen als rechtmatige heerser over het koninkrijk Napels, liep in 1486 zo hoog op, dat de anders zo terughoudende paus Innocentius VIII tussenbeide moest komen.
Hoewel Ascanio Sforza zelf de pauselijke titel ambieerde, wist Rodrigo de Borja hem tijdens het conclaaf van 1492 voor zich te winnen door hem onder meer de functie van vice-kanselier te beloven, waardoor hij na de paus de machtigste man werd in het Vaticaan. Om de betrekkingen tussen de Sforza's en de Borgia’s vaster te smeden arrangeerde Ascanio het huwelijk tussen zijn neef Giovanni Sforza en Lucrezia Borgia, de onwettige dochter van de paus.

### Franse machinaties
De vriendschap tussen Ascanio en de paus kwam onder druk te staan door de Franse invasie in september 1494. Terwijl de paus zich hevig verzette tegen de Fransen, besloot Ascanio de zijde te kiezen van de Franse koning Karel VIII waardoor hij tevens een bondgenoot werd van paus Alexanders rivaal Giuliano della Rovere, die in 1503 als paus Julius II verkozen werd. De overwinning van Alexander op de Fransen, onder meer door de benoeming van Guillaume de Briçonnet tot kardinaal, deed Ascanio besluiten zich weer te onderwerpen aan het pauselijk gezag, hoewel de vriendschap voorbij was.
Toen de Fransen met steun van de Kerkelijke Staat opnieuw Italië binnenvielen, moest Ascanio lijdzaam toezien hoe zijn broer, hertog Ludovico Sforza gevangengenomen werd. Op 15 juni 1500 werd de kardinaal uitgeleverd door de Venetianen aan de Fransen en vastgehouden in Lyon en in de donjon van Bourges. Aan het Franse hof was Ascanio een graag geziene gast en hij begeleidde de Franse koning meermaals bij jachtpartijen. Hij werd vrijgelaten op 3 januari 1502 onder de voorwaarde dat hij Frankrijk niet zou verlaten zonder toestemming van de koning.

### Toch geen paus
Na de dood van paus Alexander VI was Ascanio vrij om deel te nemen aan het conclaaf van september 1503, onder voorwaarde dat hij de Franse kandidaat Georges d'Amboise zou steunen. Ascanio had echter opnieuw zijn hoop gericht op zijn eigen verkiezing tot paus, waardoor hij de macht van de familie Sforza weer zou kunnen herstellen. Dat mocht echter niet lukken. Eerst werd Pius III gekozen, een lid van de familie Piccolomini, en na diens spoedige dood kwam Giuliano della Rovere als Julius II op de pausentroon. 
Op 28 mei 1505 overleed Ascanio Maria Sforza aan de pest. Zijn grafmonument werd in opdracht van paus Julius II vervaardigd door Andrea Sansovino en bevindt zich in de Santa Maria del Popolo.

## Bron
- (en) Ascanio Maria Sforza
- (it) Portret Ascanio Maria Sforza en biografie

- Gemeinsame Normdatei: 124371817
- International Standard Name Identifier: 0000 0000 6136 6672
- Library of Congress Control Number: no2003010876
- Nederlandse Thesaurus van Auteursnamen: 306852462
- SNAC: w6n056rz
- Système universitaire de documentation: 125126662
- Virtual International Authority File: 37849741
- WorldCat: E39PBJdmkMrFQxGkpJMKX37PwC